# キプリング (駆逐艦)
キプリング (HMS Kipling) は、イギリス海軍の駆逐艦。K級。

## 艦歴
1937年10月20日起工。1939年1月19日進水。1939年12月20日就役。
1940年4月、ノルウェーの飛行場攻撃（ダック作戦）をおこなう重巡洋艦サフォークを護衛。帰路、ドイツ軍機の攻撃を受け至近弾で損傷。
1942年2月、MF5作戦に参加。エジプト・マルタ間で運航された船団の護衛に従事。
1942年3月10日、イタリア巡洋艦が雷撃で損傷したとも情報に基づき、軽巡洋艦「ナイアド」、「ダイドー」、「ユーライアラス」などと共にアレクサンドリアから出撃。しかし何も発見できず、マルタから来た軽巡洋艦「クレオパトラ」と駆逐艦「キングストン」と合流して帰投中の3月11日に、「ナイアド」がドイツ潜水艦によって撃沈され、「キプリング」は他の駆逐艦と共に生存者の救助にあたった。12日にアレクサンドリアに帰投し、翌日から今度は対潜掃討任務に従事した（MF9作戦）。3月22日、第2次シルテ湾海戦に参加。
1942年4月15日、海兵隊の部隊を載せた駆逐艦「ケルヴィン」を護衛してアレクサンドリアを出港した（ライター作戦）。翌日未明、「ケルヴィン」はKuphonisi島に部隊を上陸させ、通信施設を破壊した。同日、2隻はアレクサンドリアに帰投した。
1942年5月10日、「キプリング」は駆逐艦「ジャーヴィス」、「ジャッカル」、「ライヴリー」と共にアレクサンドリアから出撃した（MG2作戦）。目的は敵船団の攻撃であった。11日、敵機に発見されたため作戦を中止し、アレクサンドリアへ引き返し始めたが、ドイツ軍機の攻撃で「ライヴリー」が撃沈され、「キプリング」は117人を救助した。次いで「ジャッカル」が被弾。さらに「キプリング」にも爆弾が命中した。被弾から約10分で「キプリング」は沈没した。